# Mamoutou Camara
Mamoutou Camara (* 1960 in Kéniéba in der Region Kayes, Mali; † 29. September 2010 in Bamako), genannt Mangala, war ein malischer Musiker und Sänger.
Er wurde als Sohn eines Händlers, der in der französischen Armee diente, und einer Schauspielerin und Tänzerin geboren.
18 Jahre seiner Karriere, deren Grundstein er im Alter von elf Jahren mit ersten musikalischen Erfahrungen im regionalen Orchester setzte, verbrachte er in Frankreich. In dieser Zeit erschienen fünf Alben. 2001 kehrte er nach Afrika zurück.
1986 mit dem Prix Découvertes von RFI ausgezeichnet, war er 1988 Teil des Projekts Donké, das das Album "Paris – Bamako" herausbrachte. 1992 gründete er mit fünf Freunden die Gruppe African Sofa und war später Teil der Ambassadeurs. Sein wohl bekanntestes Lied ist "Minyé Minyé". Er verstarb am 29. September 2010 im Hôpital Gabriel Touré in Bamako.

## Diskographie
- 1988: Paris-Bamako mit der Gruppe Donké
- 1991: Remix Mandé mit der Gruppe Donké
- 1993: Complaintes mandingues blues
- 1999: Réexpédition
- 2000: Satellit Café
- 2001: Chants et musiques de griots
- 2003: Impala Lounge Compil